# Buy American provision
 (novembre 2023).
Si vous disposez d'ouvrages ou d'articles de référence ou si vous connaissez des sites web de qualité traitant du thème abordé ici, merci de compléter l'article en donnant les références utiles à sa vérifiabilité et en les liant à la section « Notes et références ».
Le Buy American provision est une législation américaine adoptée en 2009 au début du mandat du président Barack Obama, dans le cadre du vaste plan de relance de l'économie américaine de 2009.
Ce dispositif a limité les financements accordés dans le cadre du plan de relance, aux projets d'infrastructures utilisant uniquement du fer, de l'acier, et des biens manufacturés produits aux États-Unis.
L'objectif était de favoriser les créations d'emplois dans l'industrie américaine, notamment par les petites entreprises, et éviter ainsi que les investissements publics ne profitent davantage à des entreprises étrangères.
Ce dispositif n'est pas la première mesure protectionniste adoptée par les États-Unis. Des précédents existent depuis longtemps : le Buy American Act (1933) et le Buy America Act (en) (1982), notamment.